# Dan Serafini
Daniel Joseph Serafini (San Francisco, 25 gennaio 1974) è un ex giocatore di baseball statunitense naturalizzato italiano, lanciatore mancino.

## Carriera

### Club
Dopo aver frequentato la Junípero Serra High School, a San Mateo (California), Serafini fu scelto al 1º giro (26º assoluto) al draft MLB del 1992 dai Minnesota Twins.
Giocò quindi nelle Minors con varie squadre affiliate alla franchigia: Fort Wayne (A), Fort Myers (A+), Hardware City (AA), Salt Lake (AAA), fino al debutto in MLB il 25 giugno 1996 contro i New York Yankees.
Dopo 35 partite in 3 stagioni con i Twins, il 31 marzo 1999 venne acquistato dai Cubs con cui giocò 42 incontri (4 da partente) più alcune apparizioni con la franchigia in triplo A ad Iowa.
Nella stagione seguente si divise tra San Diego Padres (e Las Vegas in AAA) e Pittsburgh Pirates (Nashville in AAA), finché il suo contratto venne rescisso il 20 marzo 2001.
Poté quindi firmare un contratto da minor league con i San Francisco Giants, giocando sette incontri in triplo A a Fresno, per poi passare a Norfolk (franchigia affiliata ai New York Mets) e Indianapolis (affiliata ai Milwaukee Brewers).
Nel 2002 affrontò la prima esperienza all'estero giocando con i Chinatrust Whales nel campionato taiwanese. La stagione seguente, dopo una breve esperienza a Memphis in triplo A, ritornò in Major League con i Cincinnati Reds.
Seguirono alcune stagioni in Giappone nella Nippon Professional Baseball, con le casacche dei Chiba Lotte Marines e degli Orix Buffaloes. Nel 2007 tornò in MLB con i Colorado Rockies, ma riuscì a disputare solo 3 incontri. Negli anni seguenti si divise quindi tra il campionato messicano (Sultanes de Monterrey e Tigres de Quintana Roo) e leghe indipendenti (Bridgeport Bluefish).

### Nazionale
Ha ottenuto la cittadinanza italiana grazie al nonno Vito, emigrato dalla Romagna. Ha indossato in tre occasioni la maglia azzurra, disputando il World Baseball Classic nel 2009 e nel 2013.

## Curiosità
Ritiratosi dall'attività agonistica, gestisce un'accademia per aspiranti giocatori a Sparks, nel Nevada e un bar, l’Oak Tavern.